# 자녀목
자녀목은 1985년 공개된 대한민국의 영화이다.

## 배역
- 원미경
- 김용선
- 박정자
- 김희라
- 전무송
- 최병근
- 홍성민

## 수상
- 1984년 제23회 대종상
  - 최우수작품상
  - 감독상 - 정진우
  - 여우조연상 - 박정자
- 1985년 제5회 한국영화평론가협회상
  - 감독상 - 정진우